# Treteau
Treteau település Franciaországban, Allier megyében. Lakosainak száma 517 fő (2022. január 1.). Treteau Boucé, Chavroches, Cindré, Gouise, Jaligny-sur-Besbre, Montoldre, Saint-Gérand-de-Vaux, Saint-Voir és Thionne községekkel határos.

## Népesség
A település népessége az elmúlt években az alábbi módon változott:
| Lakosok száma | 756  | 603  | 560  | 539  | 566  | 554  | 519  | 514  | 510  | 517  |
|               | 1968 | 1982 | 1990 | 2006 | 2013 | 2015 | 2017 | 2019 | 2020 | 2022 |